# Budweiser (Anheuser-Busch)
Budweiser ist eine US-amerikanische Biermarke des Braukonzerns Anheuser-Busch Companies. Das Bier ist ein helles amerikanisches Lagerbier und wird in verschiedenen Brauereien auf der ganzen Welt produziert.

## Allgemeines
Budweiser wird in den USA seit 1876, inspiriert von dem Lager-Bier, das deutschböhmische Emigranten aus ihrer Heimatstadt Budweis mitbrachten, gebraut. Budweiser zählt zu den meistverkauften Bieren in den Vereinigten Staaten. Das Lagerbier ist in über 80 Ländern erhältlich.
Budweiser ist ein gefiltertes Bier, das sowohl vom Fass als auch in Flaschen und Dosen erhältlich ist und neben dem Hopfen und Gerstenmalz, auch bis zu 30 % Reis enthält.

## Markenkonflikt
Anheuser-Busch begann eine der langwierigsten Markenstreitigkeiten der Geschichte mit der tschechischen Brauerei Budějovický Budvar, obgleich eine Vereinbarung von 1907 regelt, dass Anheuser-Busch den Markennamen lediglich in Nordamerika nutzen darf, wohingegen er auf dem europäischen Markt Budějovický Budvar zusteht. Der Konflikt zog bis 2014 weltweit über 120 Verfahren nach sich, aus denen kein klarer Sieger hervorging. Aufgrund dieses Konfliktes wird das Bier in fast allen Ländern der Europäischen Union als Bud verkauft.

## Marketing
Anheuser-Busch gab im Jahr 2012 für die Werbung der Marke Budweiser rund 449 Millionen US-Dollar aus, womit diese zur meistbeworbenen Getränkemarke Amerikas wurde.
Das Budweiser von Budějovice wird seit dem 16. Jahrhundert „The Beer of Kings“ (deutsch: „Das Bier der Könige“) genannt. Adolphus Busch adaptierte diesen Slogan zu „The King of Beers“ (deutsch: „Der König der Biere“). Ungeachtet dieser Geschichte ist Anheuser Busch in den Vereinigten Staaten Eigentümer des Markenzeichens für diese Slogans.
Als Folge einer kontroversen Werbekampagne mit der Transgender-Influencerin Dylan Mulvaney sah sich die Marke im April 2023 einer Boykottwelle in Nordamerika ausgesetzt, welche internationale Aufmerksamkeit erregte und dem Mutterkonzern Anheuser-Busch einen Einbruch des Börsenwerts in Höhe von fünf Milliarden Dollar bescherte. War Budweiser vor der Kampagne noch die meistverkaufte Biermarke in den USA, fiel die Marke auf Grund der Boykottwelle zeitweise auf den 14. Platz.

## Verpackung
Im Laufe der Jahre wurde Budweiser in vielen Größen und Behältern vertrieben. Bis Anfang der 1950er Jahre wurde Budweiser hauptsächlich in drei Verpackungen vertrieben: Fässer, 355 ml Flaschen und 0,95 l Flaschen. Die Dosen wurden erstmals 1936 eingeführt, was zu einem Anstieg der Verkaufszahlen beitrug. Ab 1955 versuchte August Busch Jr. die nationale Marken- und Vertriebspräsenz von Budweiser zu erweitern. Mit diesen Expansionsplänen gab es große Fortschritte in der Abfüllautomatisierung, neue Abfüllmaterialien und effizientere Vertriebsmethoden wurden verwendet. Diese Expansion brachte viele neue Behälter und Verpackungsdesigns auf den Markt. Die Verpackungen sind oft auf die lokalen Sitten und Bräuche zugeschnitten.

### Flasche

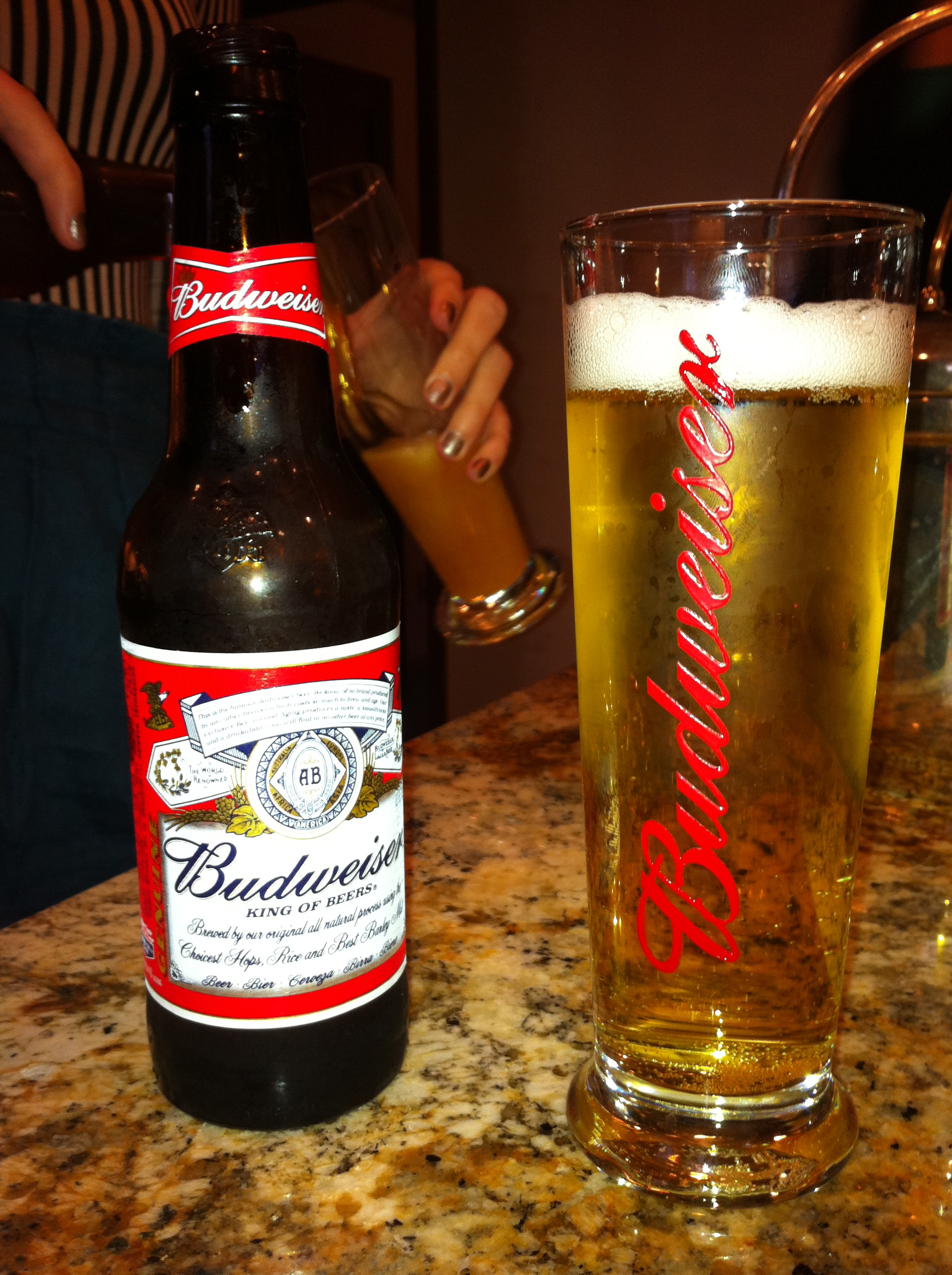
Typische Budweiser Flasche

Die Budweiser-Flasche ist seit ihrer Einführung 1876 relativ unverändert geblieben. Am Flaschenhals ist ein kleines Etikett mit dem Budweiser „bow-tie“-Logo angebracht. Das Hauptetikett ist rot mit einer weißen Schachtel in der Mitte, über der ein Budweiser-Logo angebracht ist, das an ein Wappen erinnert und unter dem das Wort „Budweiser“ steht.

### Dosen
In dem Versuch, das Interesse an ihrem Bier nach der Aufhebung der Prohibition wieder zu wecken, begann Budweiser 1936 mit der Abfüllung ihres Bieres in Dosen. Diese neue Verpackung führte zu einem Anstieg des Absatzes, der bis zum Beginn des Zweiten Weltkriegs 1939 anhielt.
Im Laufe der Jahre wurden die Budweiser-Dosen als Reaktion auf die Marktbedingungen und den Verbrauchergeschmack verschiedenen Designveränderungen unterzogen. Seit 1936 gab es 12 größere Veränderungen im Dosendesign, wobei die temporären Sondereditionen nicht berücksichtigt wurden.
Budweiser-Dosen haben traditionell patriotische amerikanische Symbole wie Adler und die Farben Rot, Weiß und Blau gezeigt. Im Jahr 2011 gab es eine Neugestaltung des Brandings, bei der einige der traditionellen Bilder eliminiert wurden. Das neue Design war weitgehend eine Reaktion auf den enormen Absatzrückgang, der den Status von Budweiser als Amerikas meistverkauftes Bier bedrohte. Um den heimischen Marktanteil zurückzugewinnen, den Budweiser verloren hat, versuchte das Unternehmen, sein Erscheinungsbild zu aktualisieren, indem es der Dose ein zeitgemäßeres Aussehen gab. Das Unternehmen hofft, dass das neue Design die Auswirkungen der Arbeitslosigkeit auf seinen Absatz ausgleichen wird. Obwohl das modernere Design für junge männliche Amerikaner gedacht ist, war das neue Design auch Teil eines Versuchs, sich auf den internationalen Markt zu konzentrieren. Budweiser begann 2010 mit dem Verkauf seines Bieres in Russland und erweitert derzeit seine Aktivitäten in China.

## Budweiser-Marken
Neben dem regulären Budweiser braut Anheuser-Busch mehrere verschiedene Biere unter der Marke Budweiser, darunter Bud Light, Bud Ice und Bud Light Lime.
Im Juli 2010 brachte Anheuser-Busch Budweiser 66 in Großbritannien auf den Markt. Budweiser Brew No.66 hat 4 Volumenprozent Alkohol und wird im Vereinigten Königreich von Inbev UK Limited gebraut und vertrieben.

## Internationale Produktion
Budweiser wird in Kanada von Labatt Breweries of Canada lizenziert, hergestellt und vertrieben. Von den 15 Anheuser-Busch-Brauereien außerhalb der Vereinigten Staaten sind 14 in China ansässig. Budweiser ist die viertgrößte Marke auf dem chinesischen Biermarkt.

## Kontroverse und Kritik
Nachdem Budweiser im April 2023 bekannt gab, zukünftig im Bereich Social Media mit der transgeschlechtlichen TikTokerin Dylan Mulvaney zusammenzuarbeiten, damit diese für das Produkt Bud light werben würde, entstand eine breite Boykott-Kampagne in den USA, die sich gegen den Konzern wandte. Die Involvierung Mulvaneys wurde als Bruch der „Bar-Regel“ verstanden, wonach die Diskussion von Politik dort tabu sein sollte. So forderte Anson Frericks, der frühere Chef des Vertriebs von Anheuser Busch, in mehreren Interviews den Rücktritt der Vorstandsvorsitzenden Brendan Whitworth aufgrund der Kontroverse.
Der Musiker Kid Rock veröffentlichte auf seinem Twitter-Account ein Video, in dem er auf mehrere Kisten Bud light mit einem Maschinengewehr schießt und über Bud light und die Brauerei Anheuser Busch schimpft.
Laut Medienberichten soll Budweiser durch diesen Boykott in den Monaten April – Juni 2023 14 % Marktanteile in den USA verloren haben bzw. 390 Millionen US-Dollar Umsatzeinbußen in dieser Periode erlitten haben. Diese Entwicklung konnte bis zum Oktober 2023 nicht gestoppt werden. Laut CNN hat der Konzern 2023 bis zu 1,4 Milliarden US-Dollar an Umsatz in den USA verloren.
Budweiser wird kritisiert, weil der Konzern gentechnisch veränderten Reis in seinen Getränken verwendet.